# Џулија Гарнер
Џулија Гарнер (енгл. Julia Garner; Бронкс, 1. фебруар 1994) америчка је глумица. Ширу популарност стекла је са улогом Рут Ленгмор у Нетфликсовој криминалистичкој драмској серији Озарк (2017–2022), за коју је добила признање критике и три Еми награде за најбољу споредну женску улогу 2019, 2020. и 2022., као и Златни глобус за најбољу споредну женску улогу 2023. године.
Гарнер је глумила и у ЕфЕкс-овој драмској серији Американци (2015–2018), мини серији Маниак (2018) и телевизијској криминалистичкој серији Прљави Џони (2018–2019). 2022. године добила је номинације за Еми и Златни глобус за најбољу глумицу за улогу Ане Сорокин у минисерији Инвентинг Ана. Глумила је и у филмовима Бака (2015) и Асистент (2019), а појавила се и у Марта Марси Меј Марлен (2011), Чарлијев свет (2012) и Град греха: Убиства вредна (2014).